# Могильницкий, Антоний Любич
Анто́ний Лю́бич Могильни́цкий (укр. Антін Любич Могильницький, 3 марта 1811, Подгорки (ныне в черте города Калуш, Ивано-Франковская область) — 13 августа 1873, Яблонька) — украинский поэт, писатель, общественный и политический деятель, униатский священник. Писал на язычии.

## Биография
Родился в Подгорках Калушского уезда. Семья имела шляхетское происхождение, и принадлежала к гербу Любич.
Среднее образование получил на Буковине и Закарпатье, окончил богословский факультет Львовского университета. Служил приходским грекокатолическим священником в Стрыйском, Калушском и Станиславском уездах. Его избирали депутатом краевого Галицкого сейма и австрийского парламента.
Литературную известность он приобрел благодаря поэме «Скит Манявский» (первая часть вышла в 1849 году, последняя — в 1852 году), основанная на устных народных повестях. В ней говорилось о величии древнерусского Галича, описывалась красота Карпат и древняя славянская мифология. Поэма была популярна, также как и поэма «Русин-вояк», тоже вышедшая в 1849 году.
Антоний Могильницкий написал повести «Конгруа отца Жегаловича» и «Повесть старого Савы с Подгорья», сатирическую поэму «Песнь поэта» и несколько «Дум». Отдельным изданием были опубликованы его «Речи в сейме и парламенте» и письма к частным лицам (1885).